# Лекаванна (Нью-Йорк)
Лекаванна (англ. Lackawanna) — місто (англ. city) в США, в окрузі Ері штату Нью-Йорк. Населення — 19 949 осіб (2020).

## Географія
Лекаванна розташована за координатами 42°49′6″ пн. ш. 78°49′58″ зх. д. / 42.81833° пн. ш. 78.83278° зх. д. (42.818424, -78.832769).  За даними Бюро перепису населення США в 2010 році місто мало площу 17,15 км², з яких 17,02 км² — суходіл та 0,13 км² — водойми.

## Демографія
Згідно з переписом 2010 року, у місті мешкала 18 141 особа в 8242 домогосподарствах у складі 4329 родин. Густота населення становила 1058 осіб/км².  Було 9082 помешкання (530/км²).
Расовий склад населення:
| - 83,9 % — білих - 9,9 % — чорних або афроамериканців - 0,7 % — азіатів - 0,3 % — корінних американців - 2,0 % — осіб інших рас |

До двох чи більше рас належало 3,2 %. Частка іспаномовних становила 7,1 % від усіх жителів.
За віковим діапазоном населення розподілялося таким чином: 21,9 % — особи молодші 18 років, 60,5 % — особи у віці 18—64 років, 17,6 % — особи у віці 65 років та старші. Медіана віку мешканця становила 40,0 року. На 100 осіб жіночої статі у місті припадало 91,8 чоловіків;  на 100 жінок у віці від 18 років та старших — 88,2 чоловіків також старших 18 років.
Середній дохід на одне домашнє господарство  становив 46 616 доларів США (медіана — 35 482), а середній дохід на одну сім'ю — 53 743 долари (медіана — 42 482). Медіана доходів становила 41 735 доларів для чоловіків та 31 816 доларів для жінок. За межею бідності перебувало 25,4 % осіб, у тому числі 43,9 % дітей у віці до 18 років та 12,3 % осіб у віці 65 років та старших.
Цивільне працевлаштоване населення становило 7554 особи. Основні галузі зайнятості: освіта, охорона здоров'я та соціальна допомога — 24,8 %, мистецтво, розваги та відпочинок — 13,5 %, виробництво — 12,7 %, роздрібна торгівля — 12,1 %.